# Chioneosoma
Chioneosoma är ett släkte av skalbaggar. Chioneosoma ingår i familjen Melolonthidae.

## Dottertaxa tillChioneosoma, i alfabetisk ordning[1]
- Chioneosoma aralense
- Chioneosoma arnoldii
- Chioneosoma astrachanicus
- Chioneosoma badeni
- Chioneosoma bucharicum
- Chioneosoma candidum
- Chioneosoma corporaali
- Chioneosoma demetrii
- Chioneosoma farinosum
- Chioneosoma glasunovi
- Chioneosoma gorilla
- Chioneosoma hispidum
- Chioneosoma jakovlevi
- Chioneosoma kazakorum
- Chioneosoma kizilkumense
- Chioneosoma kokujewi
- Chioneosoma komarovi
- Chioneosoma lopatini
- Chioneosoma molare
- Chioneosoma mucidum
- Chioneosoma niveum
- Chioneosoma nix
- Chioneosoma obenbergeri
- Chioneosoma parfentjevi
- Chioneosoma peetzi
- Chioneosoma porosum
- Chioneosoma pulvereum
- Chioneosoma reitteri
- Chioneosoma rimskii
- Chioneosoma rostovtzovi
- Chioneosoma senex
- Chioneosoma sequenzi
- Chioneosoma shestoperovi
- Chioneosoma subporosum
- Chioneosoma tedshenense
- Chioneosoma tschitscherini
- Chioneosoma turkomanum
- Chioneosoma vulpinum